# 謝梅林西克
50°49′20″N 24°51′55″E / 50.82222°N 24.86528°E
謝梅林西克（烏克蘭語：Семеринське），是烏克蘭的村落，位於該國西部沃倫州，由沃洛德米爾區負責管轄，處於斯托希德河畔，始建於1642年，面積1.02平方公里，海拔高度212米，2001年人口193，人口密度每平方公里189.2人。